# Diskografie Adele
Toto je diskografie britské zpěvačky Adele.

## Studiová alba
| Rok  | Album                                                               | Nejvyšší umístění v hitparádě | Nejvyšší umístění v hitparádě | Nejvyšší umístění v hitparádě | Nejvyšší umístění v hitparádě | Nejvyšší umístění v hitparádě | Nejvyšší umístění v hitparádě | Certifikace                                                                                 |
| Rok  | Album                                                               | UK                            | US 200                        | IRE                           | CAN                           | ČR                            | AUS                           | Certifikace                                                                                 |
| ---- | ------------------------------------------------------------------- | ----------------------------- | ----------------------------- | ----------------------------- | ----------------------------- | ----------------------------- | ----------------------------- | ------------------------------------------------------------------------------------------- |
| 2008 | 19 - Vydáno: 28. ledna 2008 - Vydavatel: XL; Columbia (USA)         | 1                             | 4                             | 2                             | 4                             | 10                            | 3                             | UK: 8x platinová AUS: 2x platinová CAN: 4x platinová NZ: 2x platinová US: 3x platinová      |
| 2011 | 21 - Vydáno: 19. ledna 2011 - Vydavatel: XL; Columbia (USA)         | 1                             | 1                             | 1                             | 1                             | 1                             | 1                             | UK: 17x platinová AUS: 17x platinová CAN: 2x diamantová NZ: 13x platinová US: 14x platinová |
| 2015 | 25 - Vydáno: 20. listopadu 2015 - Vydavatel: XL; Columbia (USA)     | 1                             | 1                             | 1                             | 1                             | 1                             | 1                             | UK: 12x platinová AUS: 10x platinová CAN: diamantová NZ: 10x platinová US: 11x platinová    |
| 2021 | 30 - Vydáno: 19. listopadu 2021 - Vydavatel: Columbia, Melted Stone | TBA                           | TBA                           | TBA                           | TBA                           | TBA                           | TBA                           | TBA                                                                                         |

## Extended Play
| Rok  | Album                                                                    | Nejvyšší umístění v hitparádě | Nejvyšší umístění v hitparádě | Nejvyšší umístění v hitparádě |
| Rok  | Album                                                                    | UK                            | US 200                        | IRE                           |
| ---- | ------------------------------------------------------------------------ | ----------------------------- | ----------------------------- | ----------------------------- |
| 2009 | Live from SoHo - Vydáno: 3. února 2009 - Vydavatel: XL                   | -                             | 105                           | -                             |
| 2011 | iTunes Festival: London 2011 - Vydáno: 14. července 2011 - Vydavatel: XL | 74                            | 50                            | 45                            |

## Singly
| Rok  | Název písně                    | Pozice v mezinárodních žebříčcích | Pozice v mezinárodních žebříčcích | Pozice v mezinárodních žebříčcích | Pozice v mezinárodních žebříčcích | Pozice v mezinárodních žebříčcích | Ocenění                                             | Album |
| Rok  | Název písně                    | UK                                | US 100                            | IRE                               | CAN                               | CZ                                | Ocenění                                             | Album |
| ---- | ------------------------------ | --------------------------------- | --------------------------------- | --------------------------------- | --------------------------------- | --------------------------------- | --------------------------------------------------- | ----- |
| 2007 | "Hometown Glory"               | 19                                | -                                 | -                                 | -                                 | -                                 | UK: platinová CAN: platinová                        | 19    |
| 2008 | "Chasing Pavements"            | 2                                 | 21                                | 7                                 | 21                                | 27                                | UK: platinová US: platinová CAN: 2x platinová       | 19    |
| 2008 | "Cold Shoulder"                | 18                                | -                                 | -                                 | -                                 | -                                 |                                                     | 19    |
| 2008 | "Make You Feel My Love"        | 4                                 | -                                 | 5                                 | -                                 | -                                 | UK: 3x platinová CAN: 4x platinová US: zlatá        | 19    |
| 2010 | "Rolling in the Deep"          | 2                                 | 1                                 | 2                                 | 1                                 | 16                                | UK: 3x platinová CAN: diamantová US: 8x platinová   | 21    |
| 2011 | "Someone Like You"             | 1                                 | 1                                 | 1                                 | 2                                 | 1                                 | UK: 5x platinová CAN: diamantová US: 5x platinová   | 21    |
| 2011 | "Set Fire to the Rain"         | 11                                | 1                                 | 6                                 | 2                                 | 1                                 | UK: 2x platinová CAN: 7x platinová US: 4x platinová | 21    |
| 2011 | "Rumour Has It"                | 85                                | 16                                | -                                 | 16                                | -                                 | UK: stříbrná US: 2x platinová CAN: 2x platinová     | 21    |
| 2011 | "Turning Tables"               | 62                                | 63                                | -                                 | 60                                | -                                 | UK: zlatá CAN: platinová US: zlatá                  | 21    |
| 2012 | "Skyfall"                      | 2                                 | 8                                 | 1                                 | 3                                 | 1                                 | UK: 2x platinová CAN: 5x platinová US: platinová    | -     |
| 2015 | "Hello"                        | 1                                 | 1                                 | 1                                 | 1                                 | 1                                 | UK: 4x platinová CAN: diamantová US: 7x platinová   | 25    |
| 2015 | "When We Were Young"           | 9                                 | 14                                | 12                                | 9                                 | 8                                 | UK: 2x platinová CAN: 4x platinová US: platinová    | 25    |
| 2016 | "Send My Love (To Your Lover)" | 5                                 | 8                                 | 7                                 | 13                                | 41                                | UK: 2x platinová CAN: 5x platinová US: platinová    | 25    |
| 2016 | "Water Under the Bridge"       | 39                                | 26                                | 27                                | 37                                | 76                                | UK: platinová CAN: 2x platinová US: zlatá           | 25    |
| 2021 | "Easy on Me"                   | 1                                 | 1                                 | 1                                 | 1                                 | 1                                 | UK: stříbrná                                        | 30    |

## Video alba
| Rok  | Album                                                                      | Nejvyšší umístění v hitparádě | Nejvyšší umístění v hitparádě | Nejvyšší umístění v hitparádě | Nejvyšší umístění v hitparádě | Certifikace                                                       |
| Rok  | Album                                                                      | UK                            | US 200                        | IRE                           | CAN                           | Certifikace                                                       |
| ---- | -------------------------------------------------------------------------- | ----------------------------- | ----------------------------- | ----------------------------- | ----------------------------- | ----------------------------------------------------------------- |
| 2011 | Live at the Royal Albert Hall - Vydáno: 28. listopadu 2011 - Vydavatel: XL | 3                             | 1                             | 1                             | -                             | UK: 3x platinová AUS: 7x platinová CAN: diamantová US: diamantová |